# 11-es busz (Békéscsaba)
A békéscsabai 11-es jelzésű autóbusz az Autóbusz-pályaudvar és a Tevan Andor utcai buszforduló között közlekedett, ipari járat volt. A viszonylatot a Körös Volán Zrt. üzemeltette. A buszpályaudvarról induló és oda érkező helyközi buszok pótolják a járatot, valamint napi 5 pár autóbusz  közlekedik az eredeti 11-es vonalán Tevan utca forduló/Autóbusz-pályaudvar néven

## Jellemzői
A buszok kihasználtsága gyenge volt. A vonalon általában Ikarus 263-as autóbuszok jártak.

## Útvonala
| Autóbusz-pályaudvar-Tevan Andor utca, buszforduló: | Tevan Andor utca, buszforduló-Autóbusz-pályaudvar: |
| --- | --- |
| - Autóbusz-pályaudvar vá. - Andrássy út - Petőfi utca - Bartók Béla út - Szabadság tér - Szent István tér - Szeberényi tér - Baross utca - Békési út - Tevan Andor utca - Tevan Andor utca, buszforduló vá. | - Tevan Andor utca, buszforduló vá. - Tevan Andor utca - Békési út - Baross utca - Szeberényi tér - Szent István tér - Szabadság tér - Bartók Béla út - Petőfi utca - Andrássy út - Autóbusz-pályaudvar vá. |

## Megállóhelyei
| 0  | Autóbusz-pályaudvar       | 20 | 1, 1A, 2,3, 3V, 3K, 5, 7, 7F, 8A, 8, 17V, 20 helyközi autóbuszjáratok | Autóbusz-állomás, : Vasútállomás                                          |
| 2  | Kötöttárugyár             | 18 | 1, 1A, 2, 3, 3V, 5, 3K, 7, 7F, 8A, 8, 9, 17V, 20                      | Andrássy Gyula Gimnázium és Kollégium                                     |
| 4  | Petőfi liget              | 16 | 1, 1A, 2, 3, 3V, 3K, 5, 7, 7F, 9, 17V, 20                             | Csaba Center, Petőfi Utcai Általános Iskola, Kemény Gábor Szakközépiskola |
| 5  | Petőfi utca               | 15 | 1, 1A, 2,3, 3V, 3K, 5, 7F, 8A, 8, 9, 17V, 20                          |                                                                           |
| 7  | Haán Lajos utca           | 13 | 1, 1A, 2,3, 3V, 3K, 5, 7F, 8A, 8, 9, 17V, 20                          | Belvárosi Általános Iskola és Gimnázium                                   |
| 9  | Szabadság tér             | 11 | 1, 1A, 2,3, 3V, 3K, 5, 7F, 8A, 8, 17, 17V, 20                         | Békéscsabai Önkormányzat                                                  |
| 11 | Szeberényi tér            | 9  | 1, 2, 5                                                               | Evangélikus Gimnázium, Kós Károly Szakmunkásképző                         |
| 12 | Békési út                 | 8  | 1, 2, 5                                                               |                                                                           |
| 13 | Pamutszövő                | 7  |                                                                       |                                                                           |
| 16 | Konzervgyár, 2.kapu       | 4  |                                                                       |                                                                           |
| 20 | Tevan Andor utca, forduló | 0  |                                                                       |                                                                           |

Megjegyzés: A Békésre induló és onnan érkező helyközi buszok is végeznek 11-es járatokat, az útvonaluk más. Csak az alábbi megállókat érintik:
| Autóbusz-pályaudvar-Tevan Andor utca, buszforduló: |
| --- |
| - Autóbusz-pályaudvar vá. - Jókai utca (Csaba Center) - Szeberényi tér - Békési út - Pamutszövő - Konzervgyár, 2.kapu - Tevan Andor utca, buszforduló vá. |